# Mein Leben (Lied)
Mein Leben ist ein Rapsong des deutschen Webvideoproduzent Tanzverbot. Das Lied ist vor allem für seinen Text in einer fiktionalen Sprache bekannt und ein deutsches Meme.
Die Hintergrundmusik ist „Gang“ von Sylvester Beats.

## Geschichte
2018 veröffentlichte Tanzverbot den Song Mein Leben, der innerhalb der ersten vier Tage 3,4 Millionen Mal aufgerufen wurde, womit es sein erfolgreichster Song ist. Auch bekannte Influencer, wie Rezo, Taddl und Papaplatte reagierten auf den Song.

## Mitwirkende
- Tanzverbot (Interpret)
- Sylvester Beats (Prod.)
- Jonas Platin (Vocal-Mix & Master)

## Sprache
Der Song ist, bis auf ein paar englische und deutsche Wörter, vollständig in einer fiktionalen Sprache verfasst, deren Bedeutung unklar ist. Da der Song zu Anfang Sinn ergebende deutsche Untertitel hat, könnte auch hinter dem gesamten Text eine Bedeutung stecken, jedoch ist diese höchstens zu interpretieren.
Besonders für den Anfang Kene mala wey for, nema lene way sor, der zum Meme wurde, ist das Lied bekannt und wurde häufiger auch mit dieser ersten Zeile als Titel reposted.

## Musikvideo
Das Musikvideo zeigt Tanzverbot hauptsächlich vor einem Aufnahmegerät in seinem Zimmer, zwischendurch werden aber kurze Szenen eingefügt, in denen der Interpret sich die Haare wäscht, wandert oder andere Situationen aus seinem Leben zeigt.

## Remix
Wenige Monate nach Erscheinen des Song, veröffentlichte Rezo einen Remix, den er zusammen mit Julien Bam und Anni the Duck in einem Video erstellt hatte. Dabei mixten die YouTuber Mein Leben mit Julien Bams Mach die Robbe und This is Willboy von Willboy. Der Song namens Mach die Robbe (Remix) erreichte über 6,4 Millionen Aufrufe auf YouTube und wurde unter anderem zum Outro des bekannten YouTube-Kanals Hungriger Hugo, der Twitch-Highlight Videos erstellt.

## Meme
Besonders der Text, aber auch der Song selbst wird in YouTube Deutschland häufiger als Meme oder Easter-Egg benutzt. Zum Beispiel versteckte Julien Bam den Text mehrmals als Easter-Egg in seinen Kurzfilmen an Stellen, an denen nur schlecht sichtbarer Text stehen musste.